# Gare de Morez
Gare de Morez vasútállomás Franciaországban, Morez településen.

## Vasútvonalak
Az állomást az alábbi vasútvonalak érintik:
- Andelot-en-Montagne–La Cluse-vasútvonal

## Kapcsolódó állomások
A vasútállomáshoz az alábbi állomások vannak a legközelebb:
- Gare de Morbier
- Gare de Saint-Claude

## Képgaléria

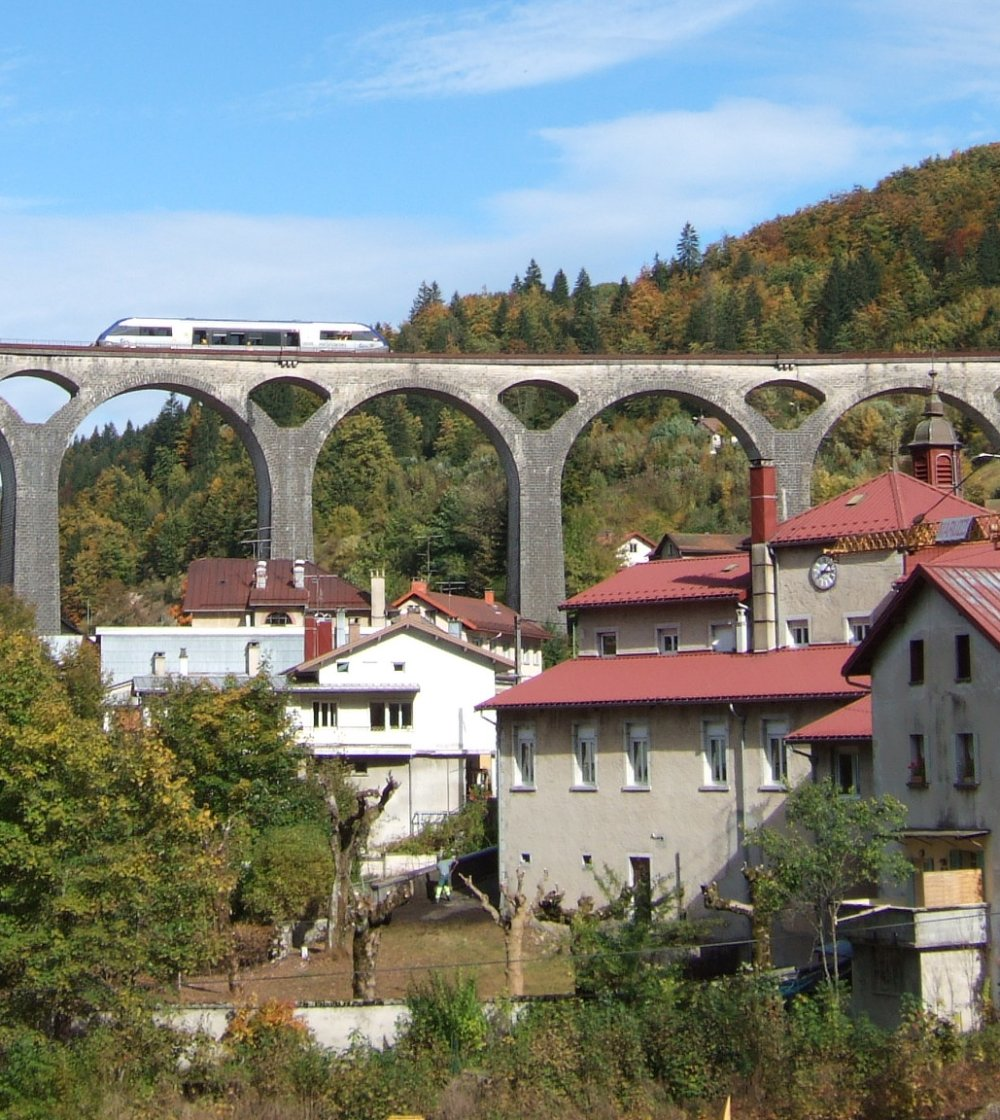
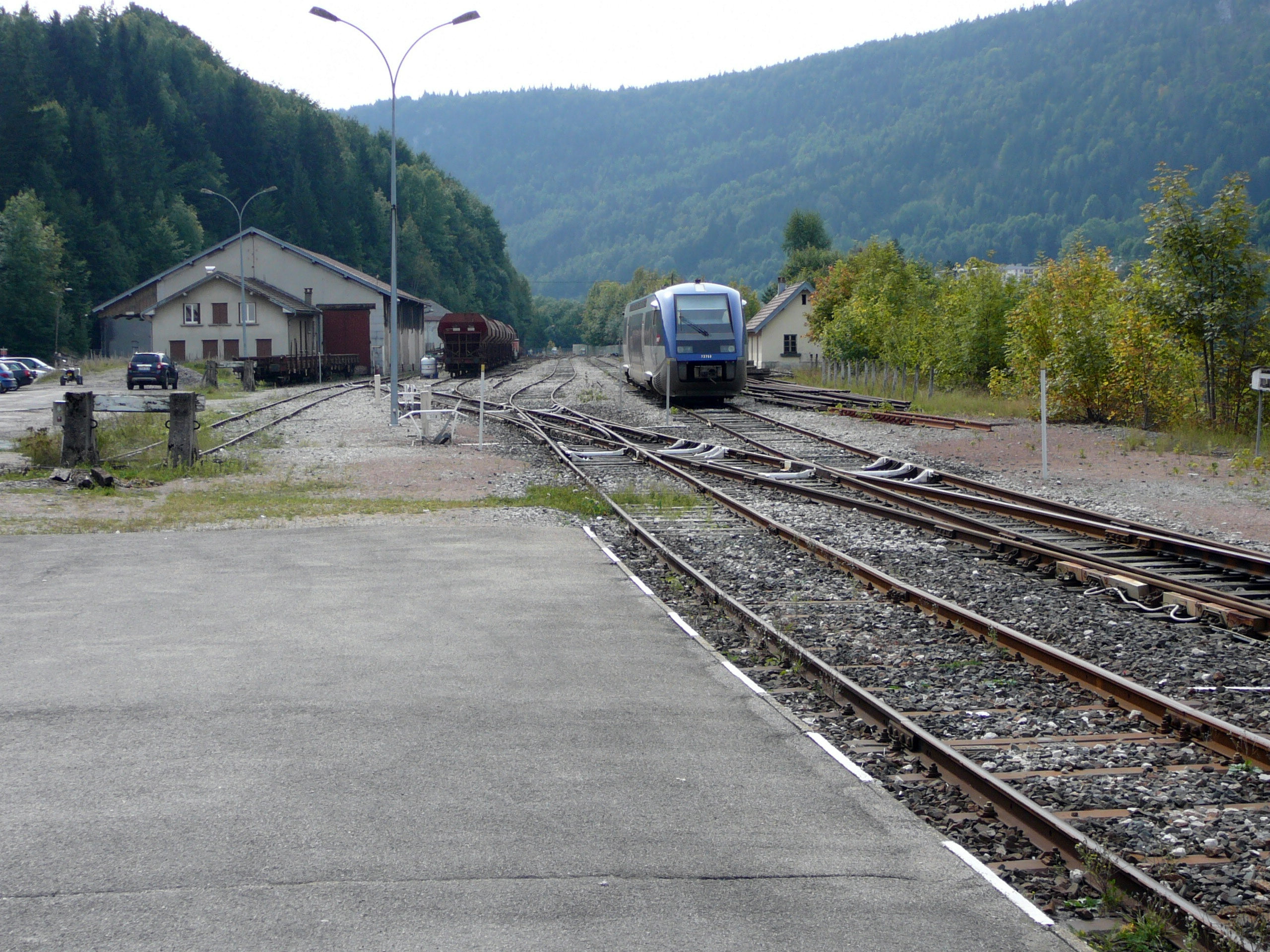
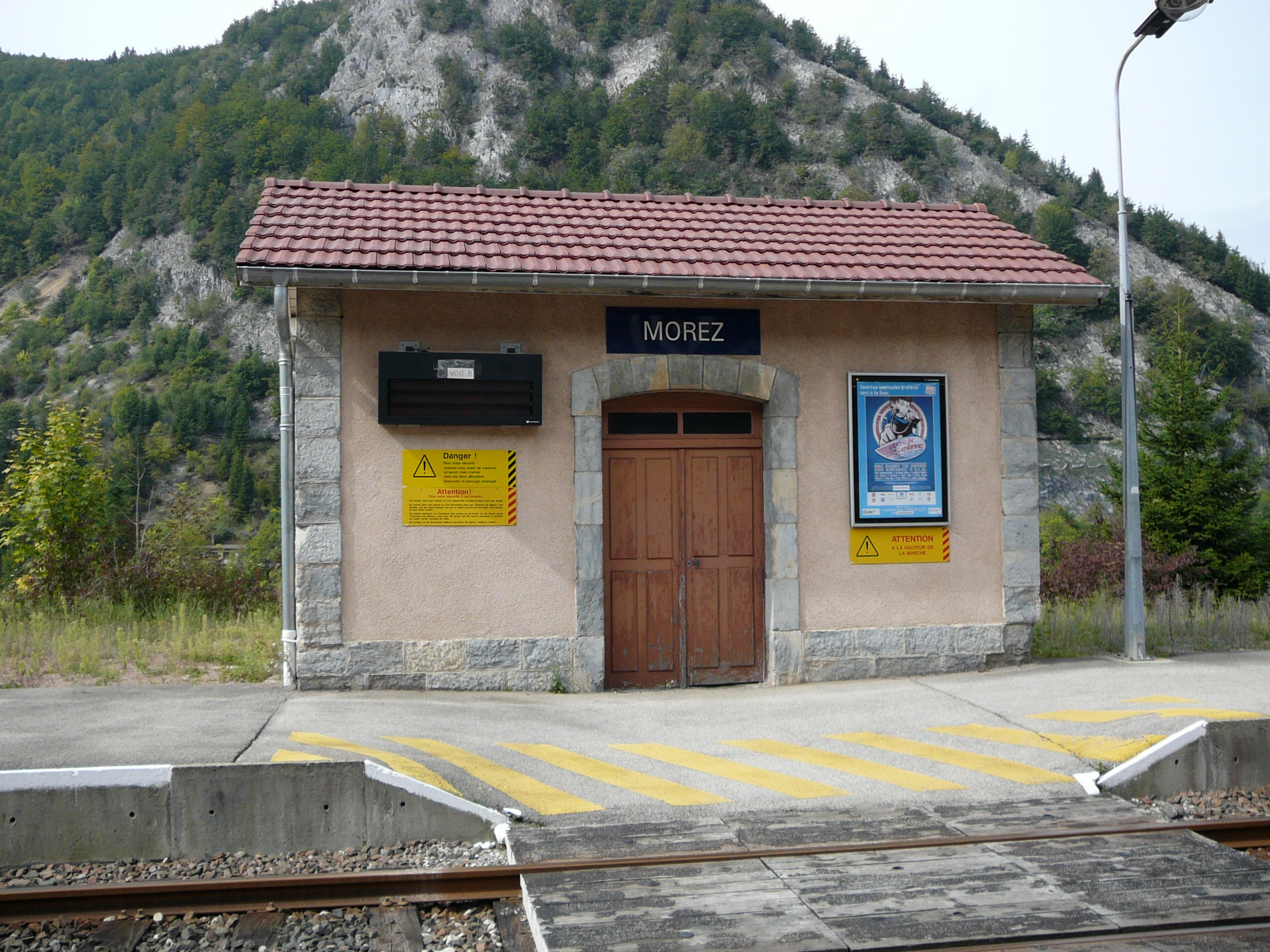
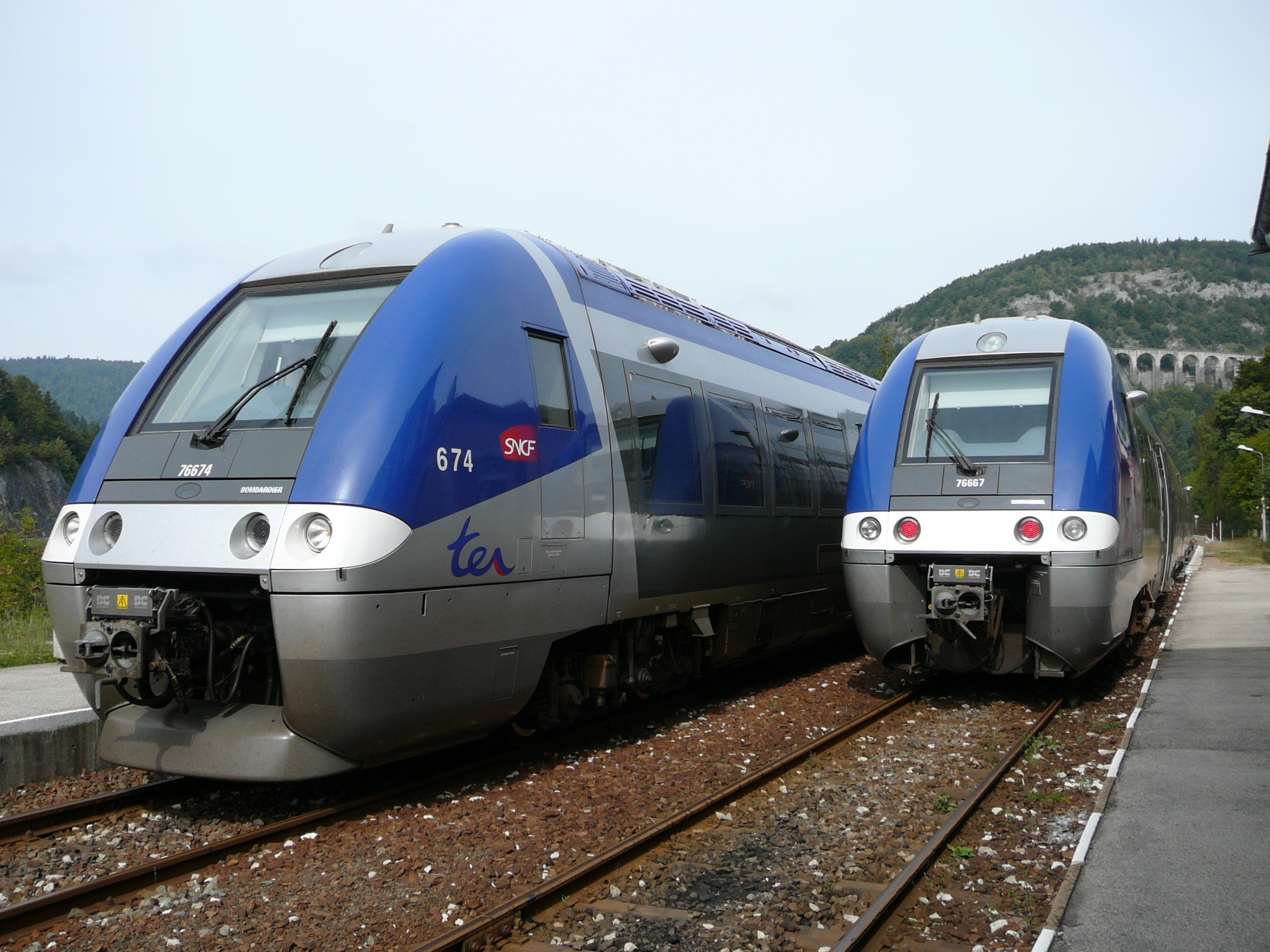
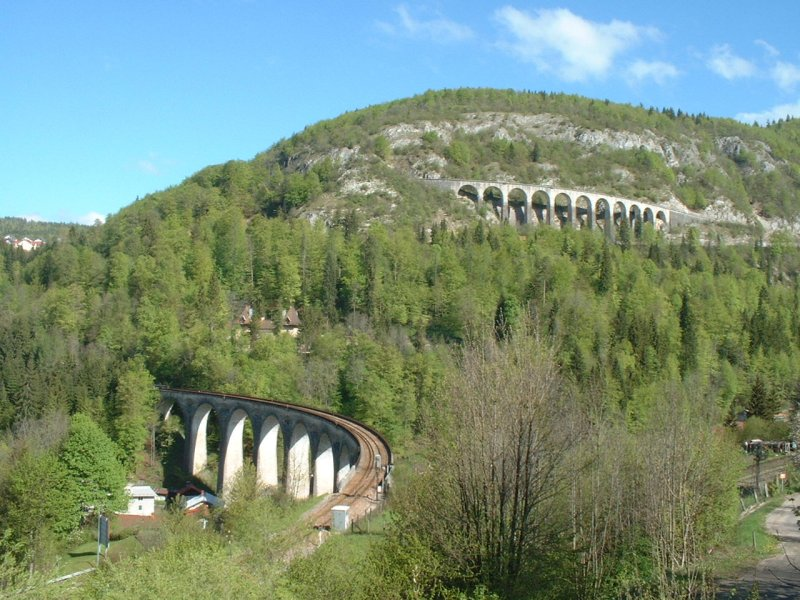
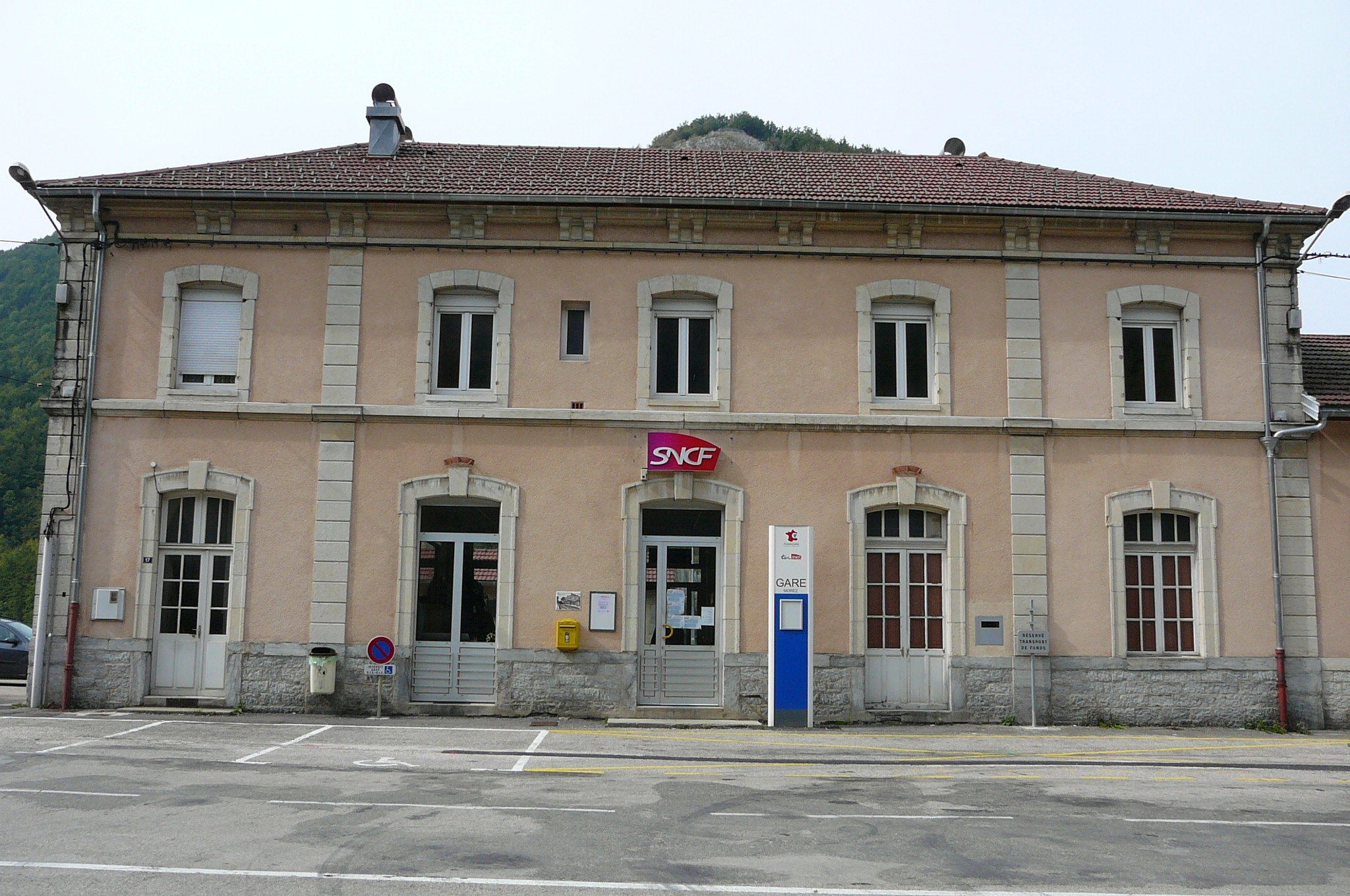
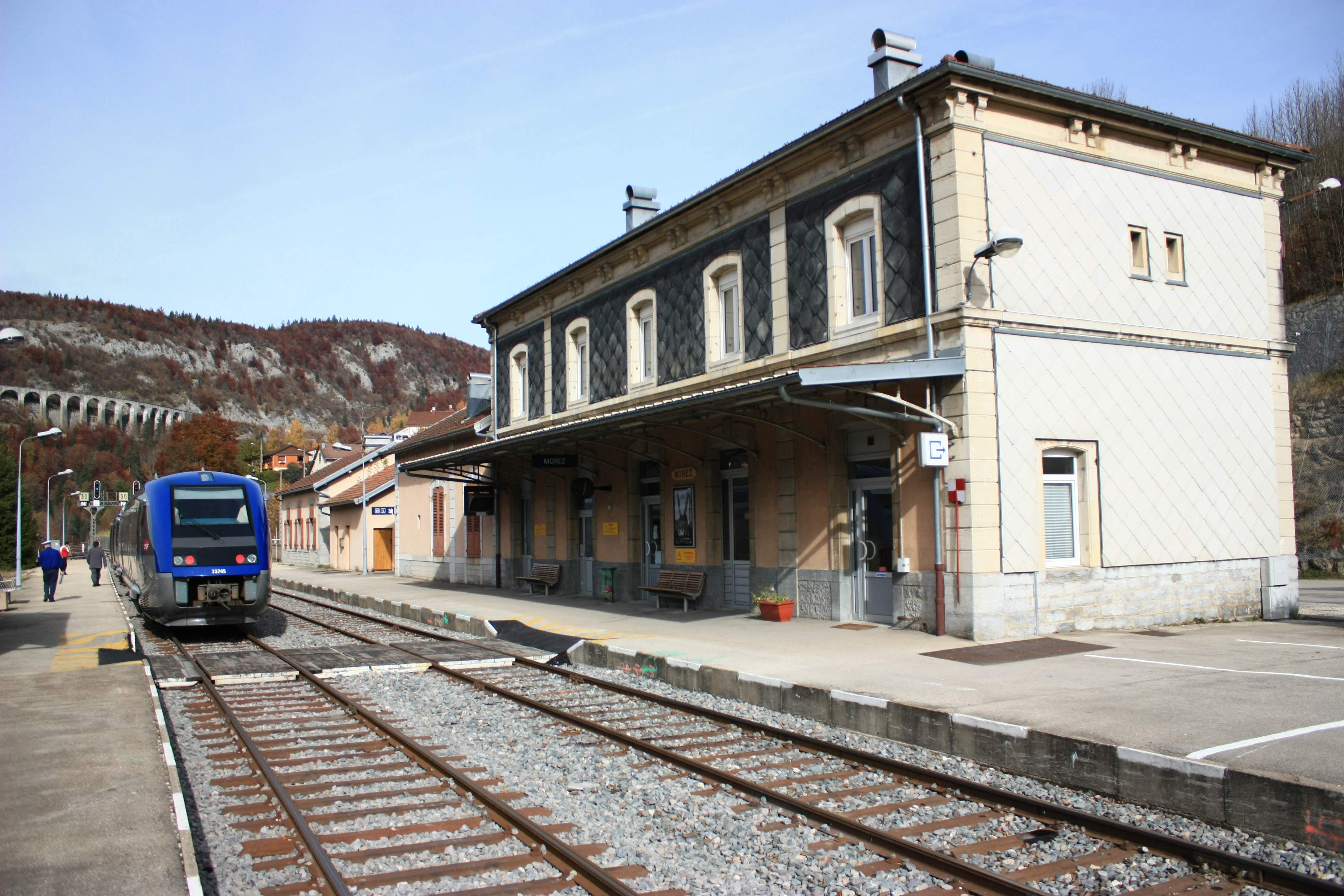
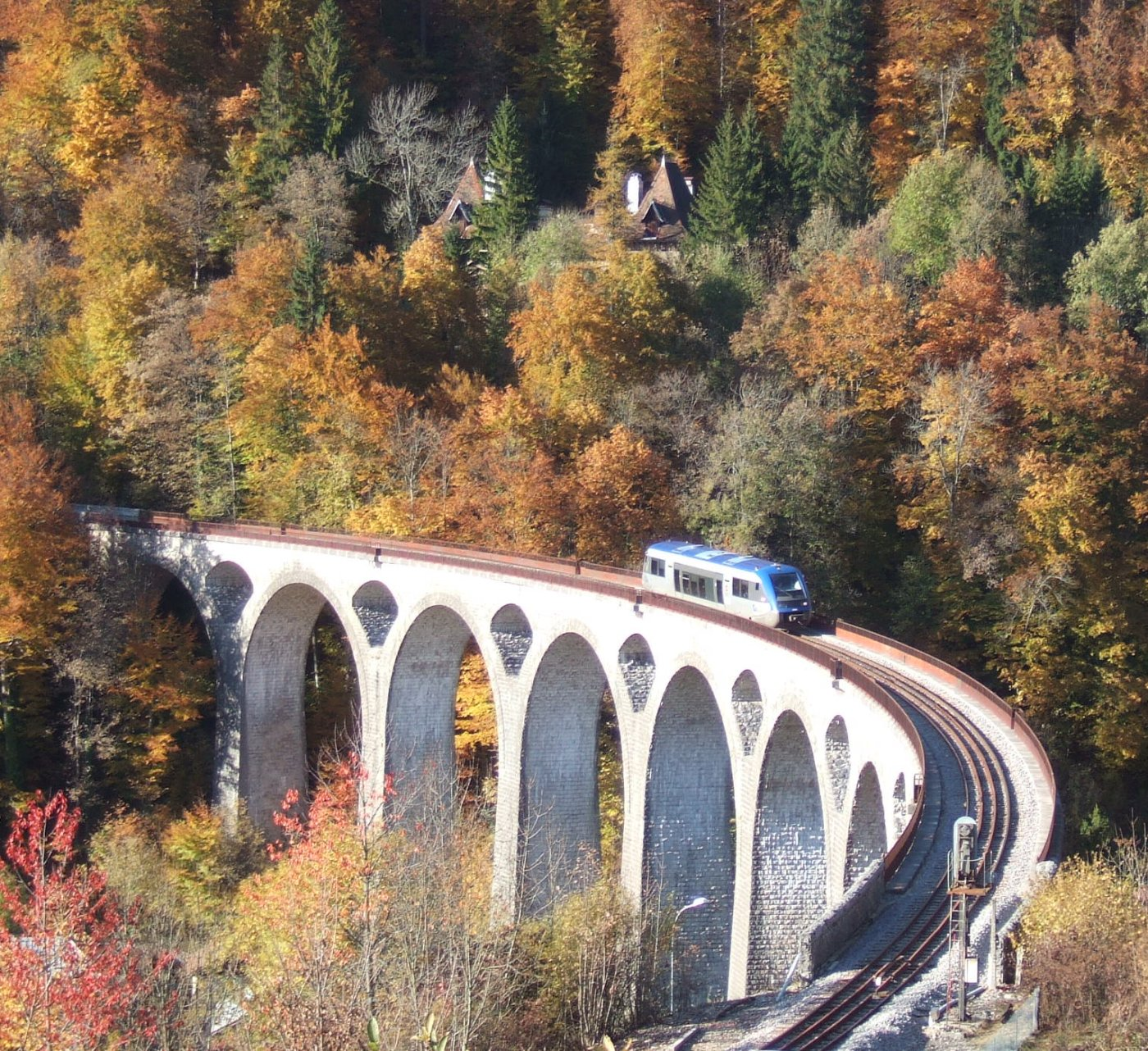